# Ground Master 200

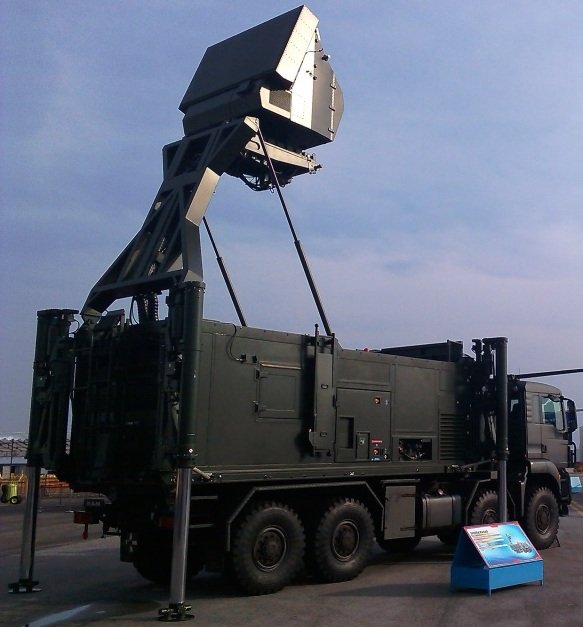
Ground Master 200 au Salon international de l'aéronautique et de l'espace de Paris-Le Bourget.

Le Ground Master 200 (GM200) est un radar à antenne active [AESA] 4D de moyenne portée commercialisé par Thales. C'est un radar éprouvé au combat avec plus de 30 unités vendues en 2024. Il permet de détecter et de poursuivre simultanément des menaces avec des faibles Surface Equivalente Radar (SER), volant à basse altitude (missiles de croisière) ou à très faible vitesse (drones de Classe 1, hélicoptères de combat surgissant inopinément…) ainsi que des menaces de missiles plongeants, arrivant en grand nombre ou volant à grande vitesse.
Le système tient dans un seul conteneur ISO 20 pieds de moins de 10 tonnes. Celui-ci intègre un groupe électrogène, un mât atteignant une hauteur de 8 mètres et une cabine pouvant accueillir deux opérateurs ainsi qu’un ensemble de communication voix et données. Le GM200 est transportable par route, rail, avion tactique (type C-130) ou hélicoptère. Il se déploie en 15 minutes et peut-être opéré localement ou à distance. 
Le GM200 offre une disponibilité opérationnelle de plus de 99,9% ainsi qu’un temps moyen entre deux pannes critiques (MTBCF) de 3 000 heures. Le radar peut être déployé pour protéger des infrastructures importantes mais également pour compléter l’action de radars longues portées (en tant que complémentaire) et/ou assurer une défense aérienne au sol.
Il est disponible en deux version mobiles : 
- « tout en un » (MM/A) destinée principalement aux opérations de surveillance aérienne, de défense aérienne au sol (GBAD) et de défense aérienne de moyenne portée (MRAD) et de très courte/courte portée (VSHOR/SHORAD). Cette version conserve le conteneur (shelter) C2 intégré du GM200, pouvant accueillir deux opérateurs et le mât afin de gagner en hauteur pour la surveillance aérienne à basse altitude.

- « compacte » (MM/C) d'une mobilité tactique supérieure et un déploiement très rapide (moins de deux minutes)[5], répondant aux besoins de certaines missions spécifiques comme les opérations de contrebatterie et de localisation de systèmes d’armes,  défense aérienne de très courte/courte portée (VSHOR/SHORAD)[6].

## Principales caractéristiques

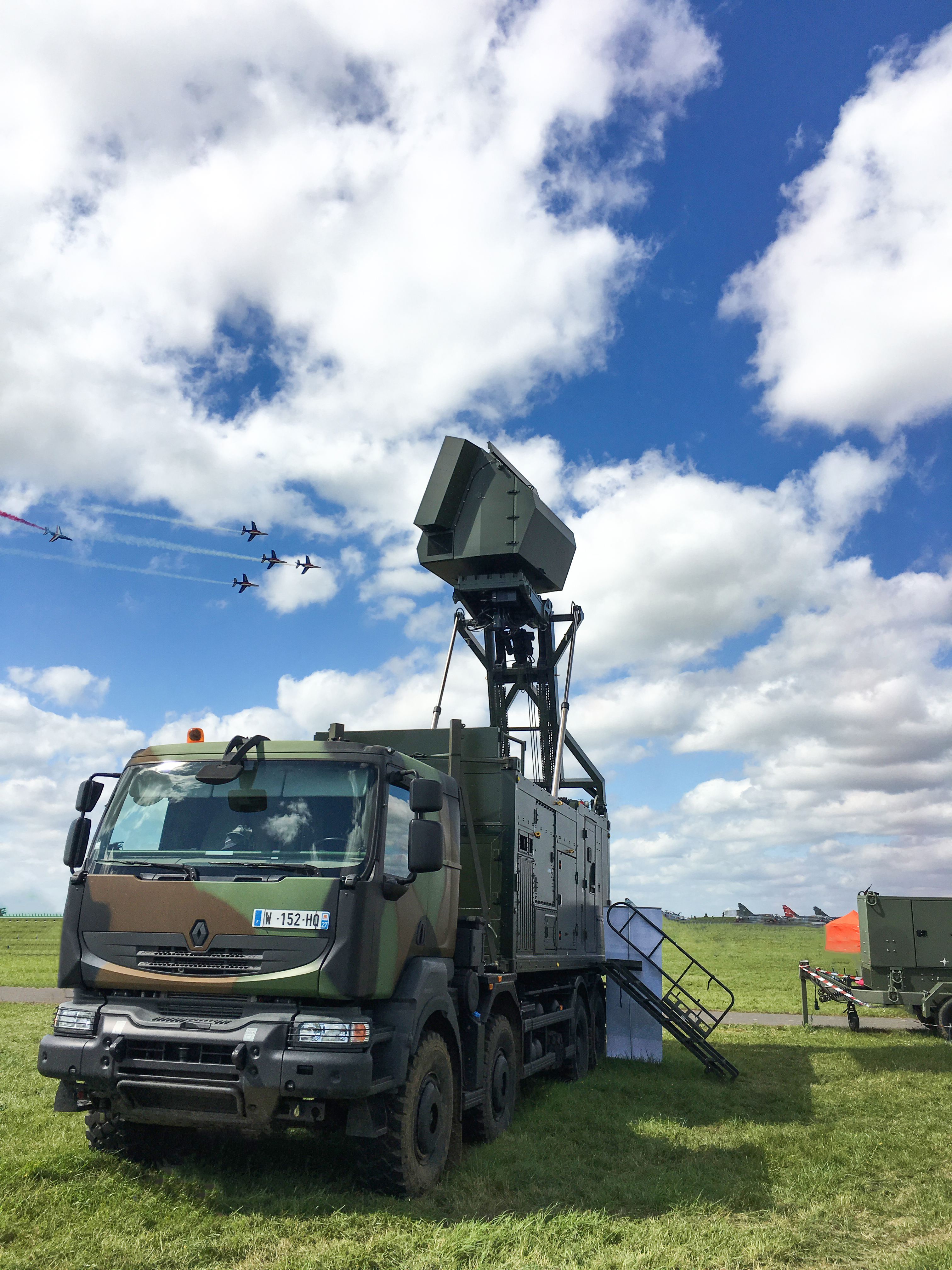
GM200 à la base aérienne 105 Évreux-Fauville en 2020.

### Domaine de détection
- Portée instrumentée : 
  - Surveillance : 250 km
  - Engagement : 100 km

- Plafond: jusqu’à 80 000 pieds
- Couverture en élévation: 70°

### Fonctions clés
- Taux d’actualisation : jusqu’à 1,5s
- Bande S
- Algorithmes inspirés de l’Intelligence Artificielle
- Capacités de contre-mesures électroniques (ECCM)
- Faisceaux « Stacked-beam » entièrement numériques
- Formes d’ondes Doppler complètes
- Technologie GaN

### Performance de détection
- Cibles type « Air Breathing Targets » (ABTs)
- Hélicoptères (dont les hélicoptères dissimulés derrière le relief ou la végétation et pouvant surgir inopinément)
- Missiles de croisière
- Cibles à la surface de la mer
- Roquettes
- Artillerie et Mortier (RAM)
- Drones, de la Classe I (Mini) à la Classe IV (HALE)

## Opérateurs
- Arménie - 3 systèmes (2023)[7]
- France
- Moldavie - 1 système (2023)[8]
- Pays-Bas - 16 + 2 en option systèmes montés sur camion 8×8 Gryphus de Scania ; 9 commandés en 2019 (livraisons en 2024 et 2025) ; 7 + 2 en option commandés en 2024[1]
- Norvège - 5 systèmes (2019)
- Serbie - 8 systèmes[9]
- Ukraine - 2 systèmes, un commandé par ce pays en 2023 et un en 2024[10]
- Danemark - cinq commandés en 2022[5]
- Lituanie - commande d'un nombre non précisé en 2024[6]
- Suède - livraison d'un nombre non précisé à partir de 2026[11]